# Wingwi Mapofu
Wingwi Mapofu è una circoscrizione rurale (rural ward) della Tanzania situata nel distretto di Micheweni, regione di Pemba Nord. Conta una popolazione di 4 504 abitanti (censimento 2012).